# 蔣澍
蔣澍，字音傳，江蘇常熟縣人。清朝官员。

## 生平
蔣澍出身常熟蔣氏望族，祖父蔣伊、父蔣陳錫、兄蔣漣、蔣泂均為進士出身。蔣澍未中進士，官至長蘆鹽運使，管理天津關事務，以廉潔幹練著稱，卒於任內。